# 郑人豪
郑人豪（1968年6月—），男，汉族，广东汕头人，中华人民共和国广东省政治人物。中南财经政法大学法律系法律专业本科毕业，中国政法大学法学院宪法与行政法学专业研究生学历，法学博士学位。曾任广东省发展和改革委员会主任、党组书记，省大湾区办主任。
2022年12月，因涉嫌违纪违法接受调查。2023年6月，被开除党籍和公职，移送司法。

## 生平
1988年12月加入中国共产党。1990年7月在中南财经政法大学法律系法律专业本科毕业后，任广东省检察院反贪局干部（在阳江市检察院、阳西县检察院锻炼一年）。1991年8月，任广东省检察院反贪局侦查指导处书记员。1993年2月，任广东省检察院党组秘书兼检察长秘书、副科级助理检察员。1995年6月，任广东省检察院检察长秘书、办公室正科级助理检察员、检察长办公室副主任（1995年9月至1998年7月期间在中山大学管理学院企业管理专业研究生课程班学习，1998年3月至1999年9月期间借调省人大常委会办公厅任领导秘书）。1999年9月，任广东省检察院侦查监督处副处长（2000年9月2001年9月参加广东省第二批高层次管理人才出国进修班赴美国加州州立大学进修）。2002年10月，任广东省检察院机关服务中心主任。
2003年8月，任广东省民政厅副厅长、党组成员（2004年9月至2007年7月期间在中国政法大学法学院攻读宪法与行政法学专业博士研究生，2006年3月至7月在中央党校半年制中青年干部第5期培训班学习）。2008年7月，任中共汕头市委常委、市政府党组副书记，同年8月任常务副市长。2011年8月，任中共汕头市委副书记，常务副市长、市政府党组副书记。2011年9月，任中共汕头市委副书记，代市长、市政府党组书记。2012年1月，任中共汕头市委副书记、市长、市政府党组书记（2015年3月至2016年1月在中央党校一年制中青年干部第15期培训二班学习）。
2013年，当选第十二届全国人民代表大会广东地区代表。2016年4月，任中共珠海市委副书记、市长候选人，同年6月8日正式当选珠海市委副书记、市长。2017年3月，任中共湛江市委书记。2021年5月，转任广东省发展和改革委员会主任，省大湾区办主任。2022年5月，任广东省人民政府副秘书长。
2022年12月16日，因涉嫌严重违纪违法，接受广东省纪委监委纪律审查和监察调查。2023年6月28日，广东省纪委监委决定给予郑人豪开除中共党籍和公职的处分。